# Фёдоров, Лев Николаевич
Лев Никола́евич Фёдоров (1891—1952) — советский учёный-физиолог, член-корреспондент (1945—1948) и академик АМН СССР (1948—1952).

## Биография
Родился 21 октября 1891 года[по какому календарю?] в Ачинске. Спустя некоторое время переехал в Томск и поступил в Томский университет, который окончил в 1914 году.
В 1914 году переехал в Иркутск, где вплоть до 1923 год работал в клинике нервных болезней при ИрГУ.
С 1923 года работал в физиологической лаборатории И. П. Павлова в Институте экспериментальной медицины.
С 1927 по 1931 год занимал должность заместителя директора, с 1931 по 1932 год — директор. В 1932 году организовал Всесоюзный институт экспериментальной медицины, с 1932 по 1938, и с 1945 по 1948 года возглавлял его.
С 1939 по 1944 год работал научным сотрудником в Институте физиологии, занимал должность заместителя директора Института эволюционной физиологии и патологии высшей нервной деятельности в городе Колтуши.
В 1950 году организовал и возглавил лаборатории по изучению высшей нервной деятельности в Институте нейрохирургии и МГУ.
Был ответственным редактором «Физиологического журнала СССР» (1934—38).
С 1948 по 1950 — председатель учёного медицинского совета МЗ СССР.
Скончался 19 июля 1952 года в Москве. Похоронен на Введенском кладбище (8 уч.).

## Научная деятельность
Основные научные работы посвящены изучению взаимодействия процессов возбуждения и торможения при экспериментальных неврозах, проблемах гипноза.
- Провёл исследования по установлению взаимоотношения коры и подкорки при эпилептических припадках.
- Разработал метод получения экспериментальной рефлекторной эпилепсии.

## Награды
- Орден Ленина[2]
- орден Трудового Красного Знамени (10.06.1945)